# Omikron1 Centauri
Omikron1 Centauri (ο1  Centauri, förkortat Omikron1 Cen, ο1 Cen) som är stjärnans Bayerbeteckning, är en ensam stjärna belägen i den sydvästra delen av stjärnbilden Kentauren. Den har en skenbar magnitud på 5,13 och är svagt synlig för blotta ögat där ljusföroreningar ej förekommer. Baserat på parallaxmätning inom Hipparcosuppdraget på ca 0,57 mas, beräknas den befinna sig på ett avstånd på ca 6 000 ljusår (ca 1 800 parsek) från solen.

## Egenskaper
Omikron1 Centauri är en gul till vit superjättestjärna vanligen hänförd till spektralklass G3 0Ia, vilket anger att den är en starkt lysande, massförlorande hyperjättestjärna. Den har också klassificerats som F8 Ia0 och F7 Ia/ab. Den har en massa som är ca 17 gånger större än solens massa, en radie som är ca 270 gånger större än solens och utsänder från dess fotosfär ca 68 000 gånger mera energi än solen vid en effektiv temperatur på ca 4 870 K. Storleken, ljusstyrkan och avståndet är lika osäkra.
Omikron1 Centauri klassificeras som en halvregelbundet variabel stjärna och dess ljusstyrka varierar från magnitud +5,8 till +6,6 med en period på 200 dygn. Andra studier har dock rapporterat endast små ljusstyrkevariationer. Den bildar en dubbelstjärna, nästan synlig för blotta ögat, med Omikron2 Centauri, en hetare superjättestjärna, som kan vara fysiskt förbunden. Den har också en följeslagare av 11:e magnituden separerad med endast 13,5 bågsekunder.